# 印度护照
印度护照是由印度外交部向印度公民签发的护照。它使持证人能够出国旅行。根据《护照法》（1967年），印度护照也作为印度公民的身份证明。
印度外交部的领事护照和签证（CPV）部门作为管理机构，负责根据需要向所有合格的印度公民签发印度护照。印度护照可由印度国内37个地点和印度162个驻外机构的高级专员、外交机构代表或领事签发。
2014年，印度签发了超过1000万件护照，仅次于中国和美国。 截至2014年11月，约有6000万印度人持有有效护照。

## 护照类别

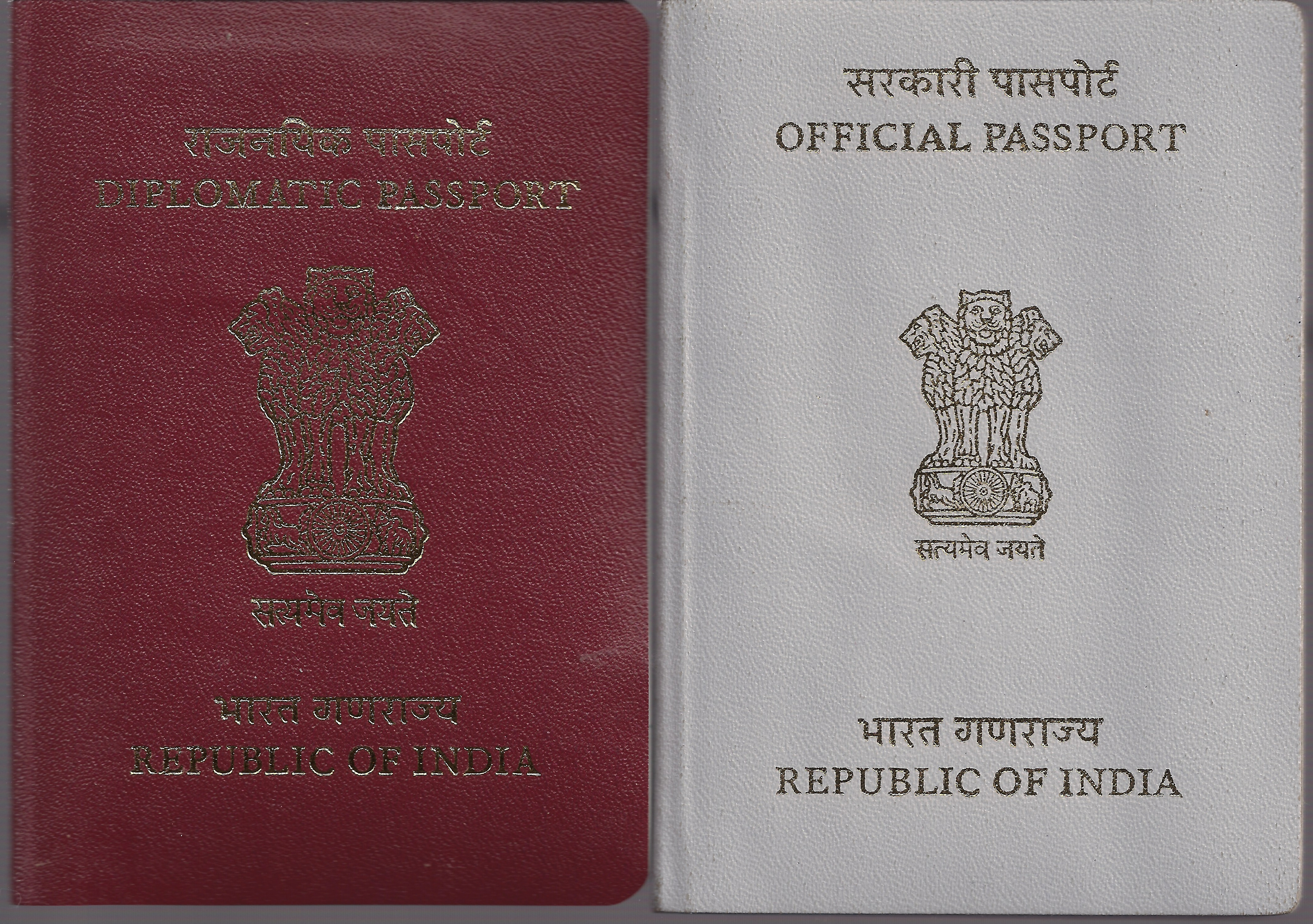
印度外交护照和公务护照

- 普通护照，封面为深蓝色或黑色。簽發給普通印度公民，用於前往世界各地進行諸如度假或商務類等普通旅游，有36页和60页两个版本可選，护照类型为 P，意爲"個人"(Personal)。
- 公務护照，封面为白色。簽發給代表印度政府從事公務的個人，护照类型为 S，意爲"服務"(Service)。
- 外交护照，封面为栗色。簽發給印度諸如國家議會議員，部长联盟理事会成員，印度國家元首，外交官和外交信使等高級官員，护照类型为 D，意爲"外交"(Diplomatic)。

此外，印度和海外特派团的一些护照办公室可以向居住在西孟加拉邦、东北部各州、泰米尔纳德邦和本地治里的印度国民发放限定期限的印度 - 孟加拉国护照和印度 - 斯里兰卡护照。这两种护照分别允许旅行到孟加拉国和斯里兰卡，但是并不适用于前往其他国家。印度官方已於2013年起停止簽發“印度 - 孟加拉国护照”。

### Tatkaal和SVP護照
印度政府同時也提供Tatkaal护照(紧急護照)和短期有效护照(Short Validity Passport, SVP)，上述護照一经签发，其機能與普通护照無異。

## 外觀
現行版本的印度普通护照上有着深蓝色的封面，上綴有金色的印花。 印度國徽置于護照封面的中央。 護照上下方印有用英文和印地文兩種語言標記的“護照”和“印度共和国”字样。 标准普通护照共36页，但頻繁旅客可选择60页版本的护照。 早期的护照版本爲人工手写，這其中包括一些于1997年至2000年间签发的有效期为20年的护照，部分至今仍未過有效期。 為防止造假，印度政府已聲明这些护照无效，根据国际民航组织的规定，持照人必须将其替换为最新的可机读版本護照。

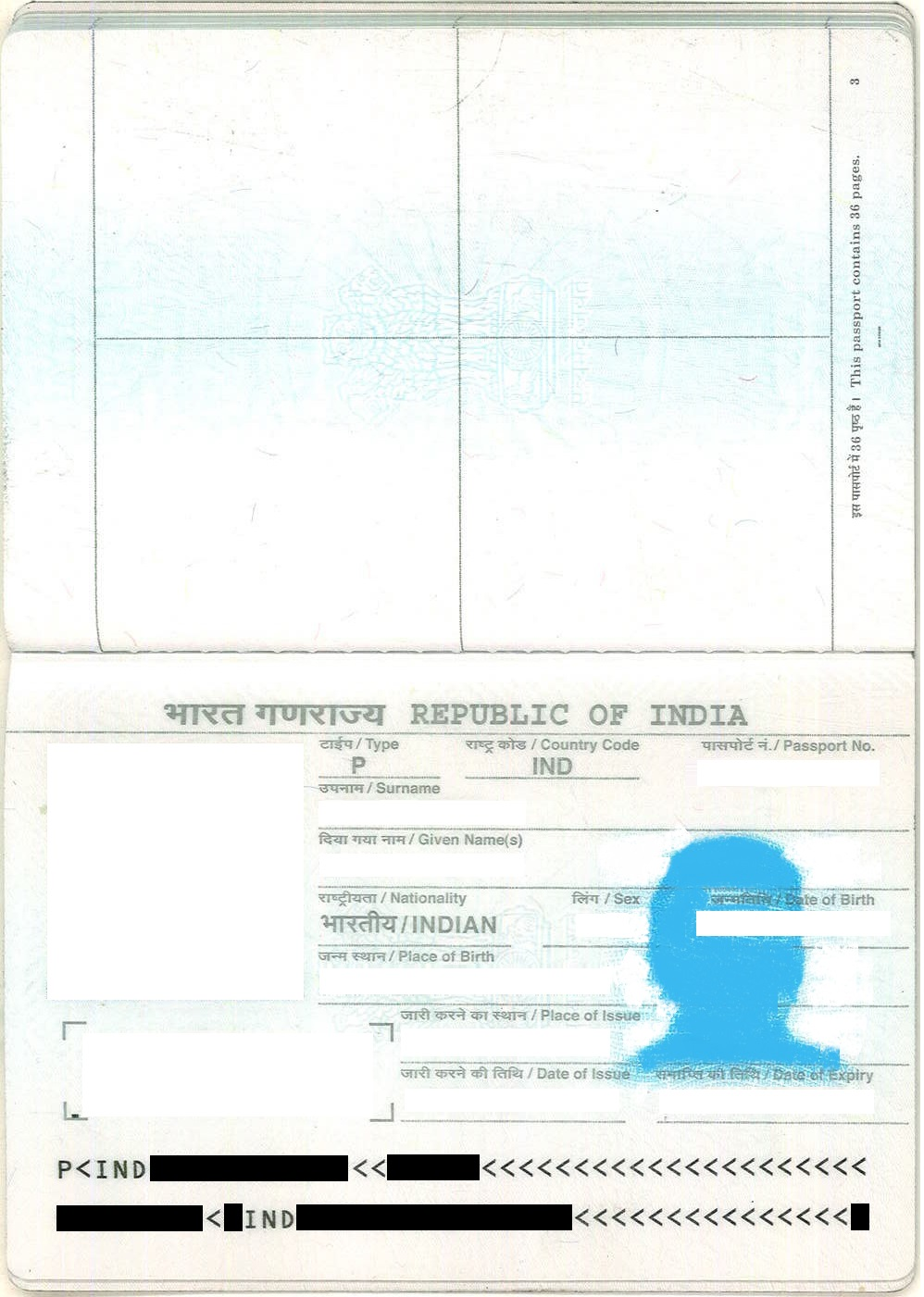
2013年版印度護照内的个人资料页
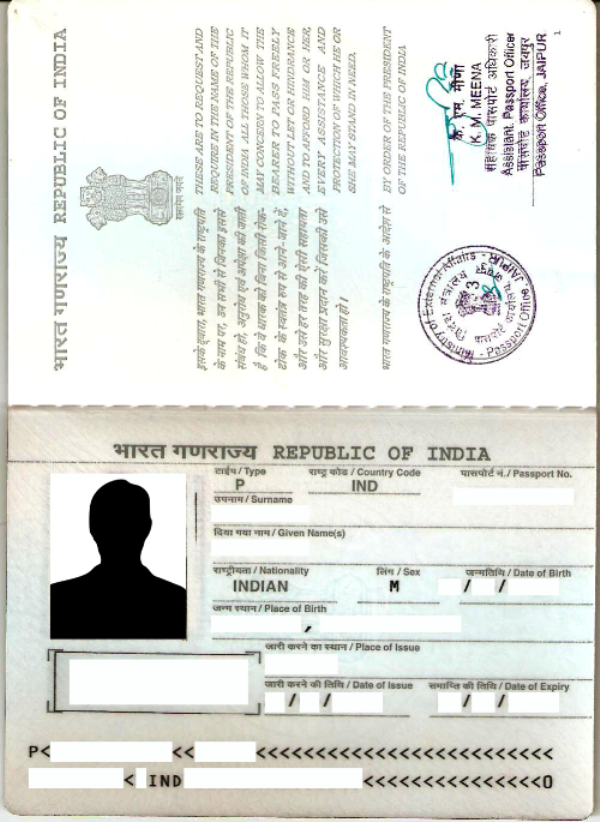
2013年前印度可機讀護照内的个人资料页

## 護照聲明頁
护照包含签发国的声明，向其它所有国家表明持有人为本国公民，并且请求允许其过境，同时享有国际法所规定的待遇。印度护照内的声明如下：
英文版本：
| These are to request and require in the Name of the President of the Republic of India all those whom it may concern to allow the bearer to pass freely without let or hindrance, and to afford him or her, every assistance and protection of which he or she may stand in need. By order of the President of the Republic of India |

印地語版本：
| इसके द्वारा, भारत गणराज्य के राष्ट्रपति के नाम पर, उन सब से जिनका इस बात से सरोकार हो, यह प्रार्थना एवं अपेक्षा की जाती है कि वे वाहक को बिना रोक-टोक, स्वतंत्रतापूर्वक आने-जाने दें, और उसे हर प्रकार की ऐसी सहायता और सुरक्षा प्रदान करें जिसकी उसे आवश्यकता हो । भारत गणराज्य के राष्ट्रपति के आदेश से |

中文大意：
| 特此以印度共和国总统的名义请求并要求各相关部门允许该持照人不受阻碍地自由通行，并在需要时向他或她提供一切必要的协助及保护。 奉印度共和国总统之令 |

## 签证要求

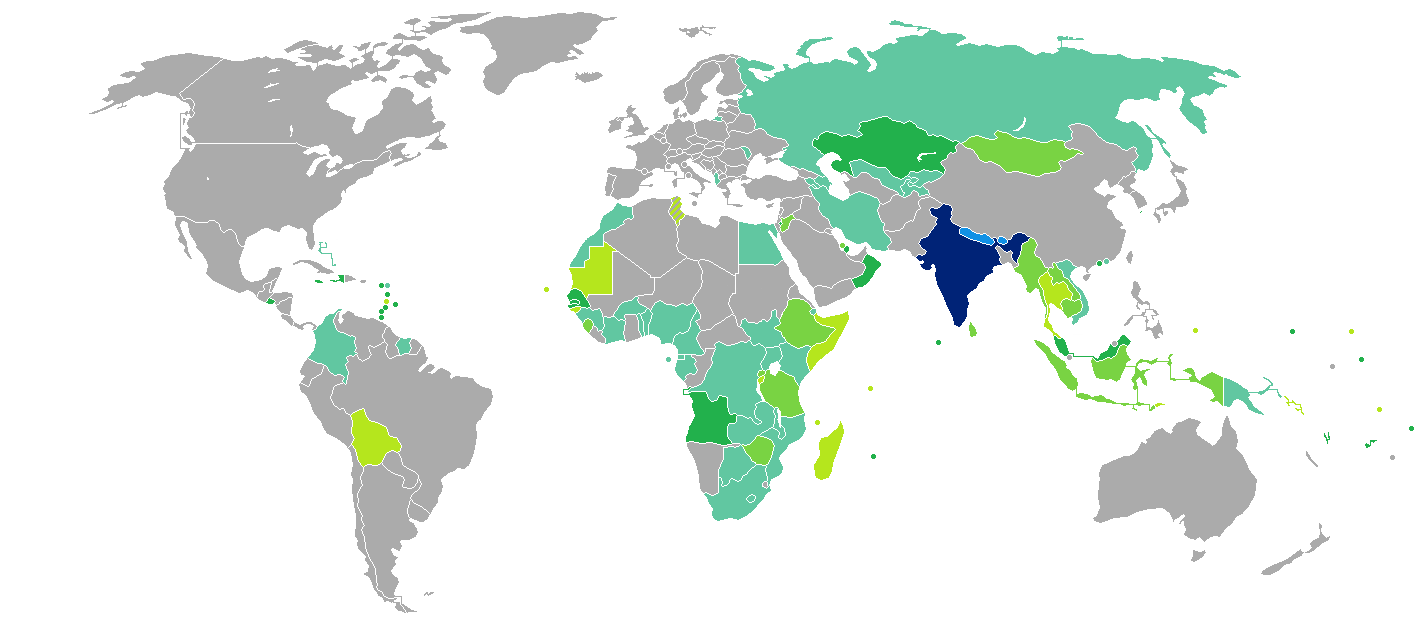
印度
免签证
落地签证
电子签证
需要提前签证

根据2025年1月8日发布的亨利护照指数，印度护照可免签证、落地签证或电子签证入境57个国家和地区，位居世界第85，与赤道几内亚、尼日尔护照并列。

## 公民出境数据
2014年（或列表中指明的其他年份），印度游客前往世界各国和地区的人次数如下：
| 数据              | 数据       |
| 目的地            | 游客人次数 |
| ----------------- | ---------- |
| 美属萨摩亚        | 62         |
| [ note 1 ] [ 9 ]  | 196,600    |
| 巴西              | 23,259     |
| 柬埔寨            | 36,671     |
| 加拿大            | 200,094    |
| [ note 1 ] [ 13 ] | 19,803     |
| 法國              | 400,000    |
| 德国              | 212,506    |
| 香港              | 43,760     |
| 匈牙利            | 26,024     |
| 印度尼西亞        | 223,607    |
| 牙买加            | 1,833      |
| 日本              | 103,084    |
| [ note 1 ] [ 21 ] | 5,492      |
| 马来西亚          | 770,108    |
| 馬爾地夫          | 52,368     |
| 模里西斯          | 72,145     |
| 墨西哥            | 52,339     |
| 緬甸              | 34,628     |
| 尼泊尔            | 135,343    |
| 新西兰            | 45,778     |
| 阿曼              | 244,786    |
| [ note 1 ] [ 30 ] | 4,012      |
| 菲律賓            | 74,824     |
| 新加坡            | 1,013,986  |
| 南非              | 85,639     |
| 斯里蘭卡          | 316,247    |
| 泰國              | 1,069,149  |
| 东帝汶            | 799        |
| 英国              | 422,000    |
| 美国              | 1,111,738  |
| 尚比亞            | 5,953      |

## 图库

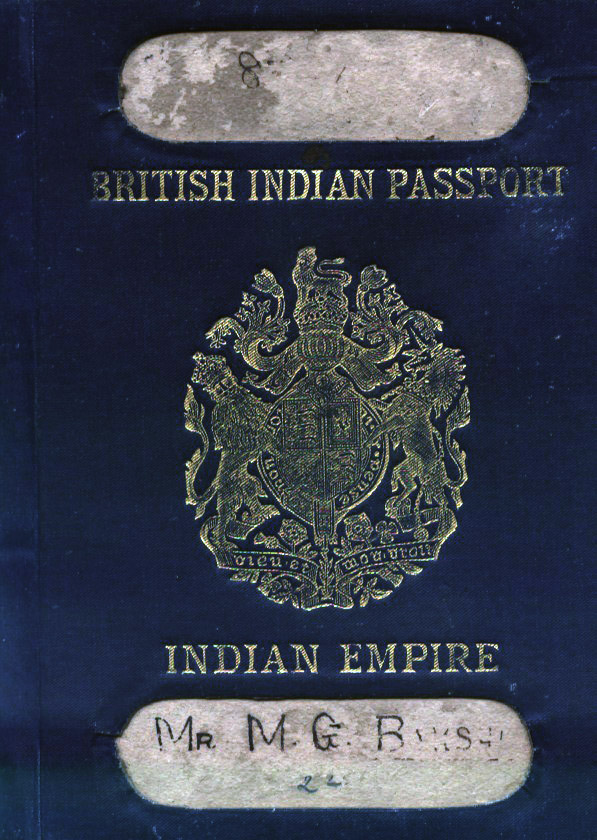
殖民时期的英属印度护照
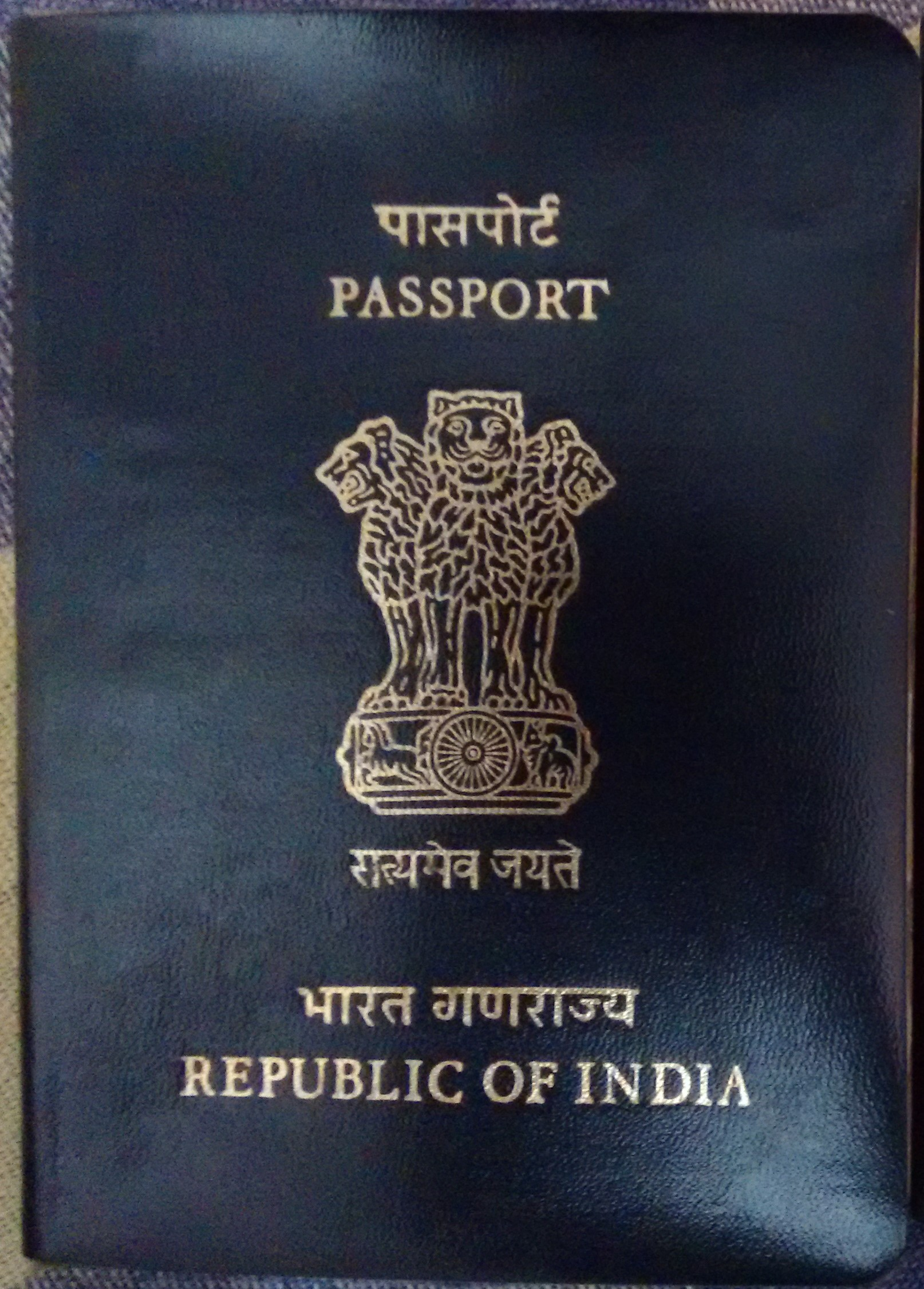
1986年版护照封面
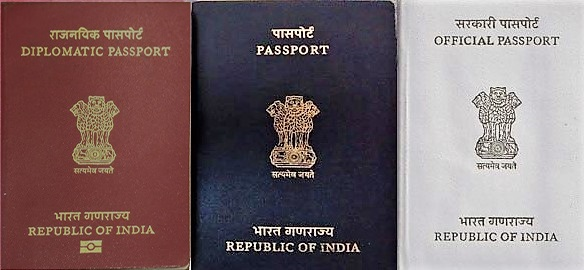
三種印度護照，從左往右分別是：外交護照；普通護照；公務護照